# Вульфред
Вульфред (англ. Wulfred; умер 24 марта 832) — 15-й архиепископ Кентерберийский (805—832). Председательствовал на знаменательном синоде Челси в 816 году, возглавлял борьбу церковной иерархии с практикой пожалования монастырей светской аристократии.

## Биография

### Ранние годы и реформа церковной жизни
О раннем периоде жизни Вульфреда (до 803 года) сохранилось мало сведений, но дальнейшая его деятельность хорошо документирована в подлинных кентерберийских грамотах (Canterbury charters), в обетах верности вновь избранных епископов, в монетах, отчеканенных в его честь, и в канонах синода Челси. В 803 году он участвовал в Совете Кловешо в свите архиепископа Кентерберийского Этельгарда. В 811 году король Мерсии Кенвульф пожаловал Вульфреду земли в Кенте как принадлежащие ему по праву, но существуют основания предположить, что он был среднесаксонского происхождения (средние саксы не имели собственной государственности, в IX веке жили на территории Мерсии). На основании жалованных грамот можно сделать вывод, что Вульфред был рукоположён на Кентерберийскую кафедру в 805 году, не ранее октября.
Важнейшим деянием Вульфреда стала его реформа монастырской жизни, вдохновлённая примером епископа Меца Хродеганга, умершего в 766 году. Аналогичные начинания император Людовик I Благочестивый и франкский государственный деятель, бенедиктинский монах Бенедикт Анианский стремились в период 813—816 годов распространить на все франкские соборы. В грамоте, датируемой в интервале 808—813 годов, Вульфред объявил, что он «оживил святой монастырь Кентерберийской церкви, обновив, восстановив и перестроив его». Он настаивал, что монастырские общины должны соблюдать часы молитвы, питаться в общей трапезной и ночевать в общей спальне, а также требовал имущество отдельных братьев передавать в собственность монастыря. Кроме того, архиепископ жаловал монастырям земли при условии принятия ими положений реформы.

### Политические трудности и земельные приобретения
С самого начала между Вульфредом и королём Кенвульфом зародился конфликт из-за монет, отчеканенных в Кентербери в честь нового архиепископа. На них было помещено изображение Вульфреда, а имя короля замещено именем чеканщика. В 808 году Папа Лев III в письме Карлу Великому упомянул, что Кенвульф «ещё на помирился со своим архиепископом», но в 811—814 годах Кенвульф и Вульфред совершили друг с другом несколько сделок купли-продажи и обмена земли, а поездка архиепископа в Рим в 814 году может объясняться жалобой короля на него. Между 815 и 821 годом конфликт обострился в связи с попытками Вульфреда избавиться от светского контроля над монастырскими церквями. После смерти Кенвульфа в 821 году в Мерсии последовала череда коротких правлений, к 827 году Кент отошёл во владение Уэссекса, и влияние мерсийского архиепископа снизилось.
Несмотря на все эти тяжёлые обстоятельства, Вульфред проводил активную территориальную политику путём приобретения имений в своё личное пользование (значительная их часть впоследствии осталась в распоряжении Кентерберийских архиепископов), а также реорганизации и расширения владений церкви Христа в Кентербери, оформленных как неотчуждаемые дары (с условием, что церковь будет следовать проводимой Вульфредом реформе). Он истратил личное состояние в 17 720 серебряных пенни на покупку имений в Кенте и на территории современного Мидлсекса, а также избавился от дальних владений в долине Темзы и других, сконцентрировав таким образом значительные земельные ресурсы. Хотя завещание Вульфреда не сохранилось, имеются сведения об обогащении его родственников, составивших наиболее влиятельную часть кентерберийской общины.

### Упадок латинского образования
При Вульфреде в церкви Христа в Кентербери появился скрипториум, примечательный использованием особого рукописного шрифта, «островного минускульного курсива» (insular cursive minuscule), применявшегося для написания официальных документов и важных книг. Удивительно, но эта веха в развитии искусства каллиграфии совпала по времени с заметным падением латинской образованности. Известны две грамоты, 822 и 823 годов, которые считаются написанными собственноручно Вульфредом. Они содержат характерные ошибки, выдающие его просторечное, или «вульгарное», произношение. Духовенство кентерберийской общины было способно составить по старым образцам и представить архиепископу положенные обеты верности вновь избранных епископов, пользоваться латинскими текстами для богослужений и читать отдельные главы Священного Писания, но, судя по всему, лишь немногие его представители были способны создать латинский текст для более отвлечённых от повседневной рутины нужд.

### Спор вокруг контроля над монастырскими церквями и смерть
В течение более ста лет ведущие английские церковные деятели добивались прекращения практики передачи в наследственное владение королевской семьи или местной аристократии монастырей и монастырских церквей, поскольку такая практика мешала соблюдению в них правил монашеской жизни и вредила духовному окормлению ими своих приходов. Совет Кловешо 803 года постановил запретить монастырским общинам избирать светских аристократов в качестве своих лордов и потребовал от них строго соблюдения монастырских уставов.
В 814 году Вульфред совершил поездку в Рим в сопровождении епископа Шерборна Вигберта и вернулся оттуда в следующем году с благословением Папы Льва III. Предположительно, целью поездки было заручиться поддержкой понтифика перед началом реформ, принятых синодом Челси 816 года. Постановления этого синода, возможно, составленные самим Вульфредом, учредили каноническую традицию, единство саутумбрийского епископата, а также обязанность английских епископов назначать настоятелей монастырей в своих епархиях с согласия общин и запрет на передачу монастырей аристократам, при обязательстве епископов защищать собственность монастырей от их посягательств.
В 816—821 годах последовала борьба Кенвульфа с Вульфредом в связи с правом собственности на монастырские церкви в Рекульвере и Минстер-ин-Тэнете (Кент). Незадолго перед смертью короля в 821 году Вульфред сохранил контроль над этими владениями, взамен уступив Кенвульфу имение в 300 гайд (предположительно в Эйншэме, Оксфордшир) и заплатив 120 фунтов. Дочь Кенвульфа Квентрит, настоятельница монастыря в Уичкомбе, унаследованного ею от отца, не признала соглашения, и Вульфред сумел подавить её сопротивление, а также противодействие нового короля Беорнвульфа только на Совете Кловешо 825 года, где также получил права на ряд других крупных имений.
В период между 825 и 827 годами король Уэссекса Эгберт вместе со своим сыном Этельвульфом отбил Кент у Мерсии. Новые правители не признали исключительных прав Кентерберийского архиепископа на кентские монастырские церкви. Они также конфисковали имение в Мэллинге на том основании, что оно было передано Кентерберийской архиепархии вице-королём Бальдредом в последний момент перед бегством от наступающих войск Уэссекса. Единственным приобретением Вульфреда после 827 года стал земельный участок в Ботвелле, переданный ему в 831 году королём Виглафом.
Вульфред умер 24 марта 832 года.